# Parafia Miłosierdzia Bożego w Dzierżawach
Parafia Miłosierdzia Bożego w Dzierżawach – parafia rzymskokatolicka, znajdująca się w diecezji włocławskiej, w dekanacie uniejowskim.